# 윤기원 (배우)
윤기원(1971년 8월 3일 ~ )은 대한민국의 배우이다.

## 학력
- 서울군자초등학교 (졸업)
- 장평중학교 (졸업)
- 광남고등학교 (졸업)
- 경원대학교 행정학과 (학사)

## 생애
1990년 연극 배우로 첫 데뷔를 하였고 이듬해 1991년 5월 KBS 대학개그제(KBS 7기 공채 개그맨)로 정식 데뷔하였으나, 1993년 6월부터 18개월 방위복무 때문에 방송활동을 잠정 중단했다.
이후 KBS 17기(슈퍼탤런트 1기) 탤런트 시험에 응시했으나 KBS 공채 개그맨이었던 것 때문에 탈락했고 MBC 24기에서는 2차에서 탈락했으며 1996년 2월 SBS 6기 공채 탤런트로 재데뷔하였다.
한편, 배우 황은정과 2012년 5월 결혼했지만 2017년 12월 초 성격차이로 협의 이혼했다. 2023년 3월 11일 11살 연하인 모델학과 교수 이주현씨와 결혼식을 올렸다.

## 출연작

### 텔레비전 드라마
- 채널A 《쇼윈도: 여왕의 집》 (2021년) ... 최이사 역
- KBS2 《암행어사: 조선비밀수사단》 (2021) ... 배무룡 역
- tvN 《철인왕후》 (2020) ... 궁중 의원 역
- TV조선 《간택 - 여인들의 전쟁》 (2019) ... 김형찬 역
- TV조선 《너의 등짝에 스매싱》 (2018) ... 영화감독 역
- SBS 《딴따라》 (2016) ... 방송국 PD 역
- SBS 《대박》 (2016) ... 백중기 역
- KBS2 《오늘부터 사랑해》 (2015) ... 홍석춘 역
- SBS 《이혼변호사는 연애중》 (2015) ... 강봉규 역 (특별출연)
- TV조선 & tvN 《위대한 이야기 - 이주일의 못생겨서 죄송합니다》 (2015) ... 최 대표 역
- KBS2 《천명: 조선판 도망자 이야기》 (2013) ... 막봉 역
- JTBC 《패밀리팡》 (2013) ... 아빠 역
- SBS 《드라마의 제왕》 (2012년~2013년) ... 흥신소 사장 역 (특별출연)
- SBS 《패션왕》 (2012) ... 김 비서 역
- SBS 《보스를 지켜라》 (2011) ... 서나윤의 맞선남 역
- SBS 러브FM 《라디오 시크릿 가든》 (2011) ... 최동규 역
- SBS 《시크릿 가든》 (2010) ... 최동규 역
- MBC 《신이라 불리운 사나이》 (2010) ... 김지원 역
- KBS2 《추노》 (2010) ... 원기윤 역
- SBS 《제중원》 (2010) ... 윤제욱 역
- SBS 《미남이시네요》 (2009) ... 경운기 운전남 & 공항흡연실남 역
- MBC 《지붕뚫고 하이킥!》 (2009)
- SBS 《시티홀》(2009)
- SBS 《카인과 아벨》 (2009) ... 박수락 역
- SBS 《떼루아》 (2008) ... 맞선남 역
- OCN 《에로배우 살인사건》 (2008) ... 태식 역
- KBS2 《대왕 세종》 (2008) ... 엄자치 역
- SBS 《칼잡이 오수정》 (2007년) ... 닥터 박 역 (특별출연)
- KBS2 《경성스캔들》 (2007) ... 이강구 역
- SBS 《사랑하기 좋은 날》 (2007) ... 양종민 역
- SBS 《온에어》 (2007) ... 가짜 연예기획사 사기꾼 역
- OCN 《가족연애사 시즌2》 (2007) ... 상원 역
- MBC 《거침없이 하이킥!》 (2007)
- SBS 《사랑과 야망》 (2006) ... 성균 역
- MBC 《자매바다》 (2005 ~ 2006) ... 김석구 역
- SBS 《진주 귀걸이》 (2005) ... 오한영 역
- KBS1 《불멸의 이순신》 (2004 ~ 2005) ... 송병택 역
- KBS2 《드라마시티 - 조선생 소년원에 가다》 (2004) ... 상기 역
- SBS 《2004 인간시장》 ... 남실장 역
- KBS2 《드라마시티 - 벗으면 보인다》 (2004) ... 석주 역
- KBS2 《드라마시티 - 바람난 유전자》 (2003) ... 민수 역
- SBS 《때려》 (2003) ... 남 대리 역
- KBS2 《드라마시티 - 내가 결혼하려는 이유》 (2003) ... 장렬 역
- SBS 《올인》 (2003) ... 우용태 역
- SBS 《정》 (2002 ~ 2003) ... 동식 역
- SBS 《라이벌》 (2002) ... 송진표 역
- KBS2 《결혼합시다》 (2002)
- MBC 《우리집》 (2001 ~ 2002) ... 최범수 역
- SBS 《게임쇼 즐거운세상》4부작 게임극장[5] (2001) ... 윤성필 역
- SBS 《그녀를 보라》 (2000) ... 춘구 역
- SBS 《좋아 좋아》 (2000) ... 허기원 역
- MBC 《이브의 모든 것》 (2000) ... 진수 역
- SBS 《해피투게더》 (1999)
- SBS 《청춘의 덫》 (1999) ... 허기사 역
- SBS 《순풍산부인과》 (1998 ~ 2000) ... 윤기원 역, 박영규 동생 박영광 역 (1인 다역)
- SBS 《은실이》 (1998 ~ 1999) ... 호텔보이 역
- SBS 《삼김시대》 (1998)
- MBC 《사랑밖엔 난 몰라》 (1998 ~ 2000)
- SBS 《여자》 (1997)

### 영화
- 2018년 《신 전래동화》 ... 놀부 역
- 2016년 《이파니의 시크릿 관음클럽》
- 2012년 《나는 왕이로소이다》 ... 한양 사또 역
- 2007년 《살결》 ... 박 기자 역
- 2006년 《누가 그녀와 잤을까?》 ... 섹스샵 손님 역
- 2004년 《여고생 시집가기》 ... 장의사 역
- 2002년 《보스 상륙 작전》 ... 박사 역
- 1999년 《댄스 댄스》 ... 기철 역

### 연극
- 《대원군》(1999년) ... 천희연 역(단역)

### 뮤지컬
- 《아가씨와 건달들》(2000년) ... 빅 줄 역(남자 조연)

### 라디오 프로그램
- EBS FM 《EBS 책 읽는 라디오 낭독 시리즈》 (2015년)

## 광고
- 1999년 오리온 핫브레이크
- 1999년 현대자동차 아반떼 (with 유오성)
- 2000년 삼진식품 초코찰떡파이
- 2001년 SK텔레콤 파워디지털 017
- 2004년 코웨이 룰루 비데 (with 윤다훈, 김원희)

## 홍보대사
- 2011년 제14회 보령머드축제 홍보대사

## 수상
| 연도 | 시상식                      | 부문              | 작품 | 결과 |
| ---- | --------------------------- | ----------------- | ---- | ---- |
| 1991 | 제1회 KBS 대학개그제        | 장려상            | 빈칸 | 수상 |
| 2010 | 제18회 대한민국문화연예대상 | 탤런트부문 우수상 |      | 수상 |